# El detectiu Conan: Compte enrere cap al cel
El detectiu Conan: Compte enrere cap al cel (名探偵コナン 天国へのカウントダウン Meitantei Conan: Tengoku no Kauntodaun) és la cinquena pel·lícula basada en la sèrie Detectiu Conan. Es va estrenar el 21 d'abril del 2001 al Japó i a Catalunya el 14 de febrer del 2010.

## Argument
En Conan s'enfrontarà aquest cop cara a cara amb l'organització dels homes de negre, la causant del seu estat actual. A la ciutat de Nishitamashi s'inaugurarà un edifici amb forma de torres bessones, amb 75 plantes d'alt que fan que des del terra sembli que han d'arribar al cel. En reconèixer les torres mentre tornen d'un campament escolar, en Conan i la Lliga de Detectius Júnior decideixen de veure-les de prop. A l'edifici es troben amb en Kogoro Mouri, la Ran i la Sonoko per casualitat. Resulta que la presidenta del Tokiwa Group, Mio Tokiwa, i en Kogoro eren vells companys de la universitat, i la dona havia convidat en Kogoro per ensenyar-li l'edifici el dia abans de ser inaugurat. Unint-se a ells, en Conan i la resta de nens s'escapen del tour guiat per la Mio i van fins a l'últim pis per veure la meravellosa vista de la ciutat. Però alguna cosa va malament per a en Conan. Dos treballadors estan parlant i diuen que hi ha un cotxe sospitós davant de l'edifici, un Porsche 356A negre... un cotxe com el d'en Gin, de l'organització dels Homes de Negre. Pel que sembla contactats per l'Ai Haibara. En Conan baixa ràpidament, però quan arriba el cotxe ja s'està allunyant. Aleshores un seguit d'explosions, obliguen a evacuar a tots els de l'edifici. En Conan i la Ran es quedaran atrapats, però la Ran el salvarà. De totes maneres, en Conan ha de tornar enrere per salvar la lliga de detectius júnior que també s'han quedat atrapats. Són els homes de negre els que han col·locat les bombes? Quin és el seu objectiu? Descobriran la veritable identitat d'en Conan i la Haibara?

## Música
El tema musical principal d'aquesta pel·lícula és "Always", de la cantant japonesa Mai Kuraki.
Per a aquesta pel·lícula, el músic japonès Katsuo Ohno va crear 48 noves pistes de so. Aquestes pistes de so van ser utilitzades posteriorment per a la sèrie, a partir de la sisena temporada.

## Al voltant de la pel·lícula
- En aquesta pel·lícula es fa esment a la primera pel·lícula del Detectiu Conan. En Conan recorda l'escàndol causat per la solució del cas en el qual hi havia un alcalde com a acusat. També recorda les explosions causades per en Teiji Moriya. Justament, un dels sospitosos d'aquesta pel·lícula és un antic alumne d'en Teiji Moriya.
- L'ending de la pel·lícula, Always, també és el dotzè ending de la sèrie, sent l'única pel·lícula en què això passa.
- Es descobreix que la Haibara té el costum de trucar a la seva germana morta.
- La pel·lícula ha recaptat quasi 2.900 milions de iens, o aproximadament 20 milions d'euros.
- Durant l'ending es mostren imatges reals del Japó.

## Doblatge
- Estudi Doblatge: AUDIOCLIP S.A.
- Direcció: Teresa Manresa.
- Traducció: Marina Bornas.
- Repartiment:

| Personatge                    | veu catalana        | veu japonesa       |
| ----------------------------- | ------------------- | ------------------ |
| Shinichi Kudo                 | ÓSCAR MUÑOZ         | Kappei Yamaguchi   |
| Conan Edogawa                 | JOËL MULACHS        | MINAMI TAKAYAMA    |
| Ran Mouri                     | NÚRIA TRIFOL        | WAKANA YAMAZAKI    |
| Kogoro Mouri                  | JORDI ROYO          | AKIRA KAMIYA       |
| Dr. Hiroshi Agasa             | FÈLIX BENITO        | KENICHI OGATA      |
| Inspector Juuzou Megure       | RAMON CANALS        | FÛRIN CHA          |
| Genta Kojima                  | MIQUEL BONET        | WATARU TAKAGI      |
| Mitsuhiko Tsuburaya           | ELISABET BARGALLÓ   | IKUE OOTANI        |
| Ayumi Yoshida                 | BERTA CORTÉS        | YUKIKO IWAI        |
| Ai Haibara                    | ROSER ALDABÓ        | MEGUMI HAYASHIBARA |
| Sonoko Suzuki                 | EVA LLUCH           | NAOKO MATSUI       |
| Inspector Ninzaburo Shiratori | JORDI SALAS         | KANETO SHIOZAWA    |
| Inspector Wataru Takagi       | DAVID CORSELLAS     | WATARU TAKAGI      |
| Gin                           | LUIS GRAU           | YUKITOSHI HORI     |
| Vodka                         | ALBERT ROIG         | FUMIHIKO TACHIKI   |
| Sawaguchi Chinami             | MAR ROCA            | AYA HISAKAWA       |
| Hohsui Isaragi                | JOAN ANTÓN RAMONEDA | ICHIRÔ NAGAI       |
| Inspector Chiba               | JOSEP MARIA MAS     | ISSHIN CHIBA       |
| Hidehiko Kazama               | SANTI LORENZ        | JÛRÔTA KOSUGI      |
| Yoshiaki Hara                 | JAUME VILLANUEVA    | KÔICHI HASHIMOTO   |
| Iwamatsu Ohki                 | (DESCONEGUT)        | TAKESHI WATABE     |
| Mio Tokiwa                    | TERESA MANRESA      | TOSHIKO FUJITA     |